# Шеволин, Василий Иванович
Василий Иванович Шеволин — советский хозяйственный, государственный и политический деятель, Герой Социалистического Труда.

## Биография
Родился в 1920 году в деревне Круглово. Член КПСС с 1952 года.
С 1938 года — на хозяйственной, общественной и политической работе. В 1938—1987 гг. — инспектор районного финансового отдела Советского района Москвы, на оборонных работах в Московской области, счетовод в колхозе имени Калинина, председатель Кругловского сельсовета, председатель колхоза «Ленинский путь», председатель колхоза имени Калинина, председатель колхоза имени Мичурина Луховицкого района, директор Луховицкой лугомелиоративной станции, председатель колхоза имени Ленина Луховицкого района Московской области.
Указом Президиума Верховного Совета СССР от 30 апреля 1966 года присвоено звание Героя Социалистического Труда с вручением ордена Ленина и золотой медали «Серп и Молот».
Делегат XXIV и XXV съездов КПСС.
Умер в Дединове в 1999 году. Похоронен на Городском кладбище городского округа Луховицы.